# 7 (álbum de Nelly Furtado)
«7» es el séptimo álbum de estudio de la cantautora luso-canadiense Nelly Furtado, lanzado el 20 de septiembre de 2024, a través de Nelstar Entertainment y 21 Entertainment Group. Es su primer álbum desde The Ride de 2017, y fue precedido por los sencillos «Love Bites», con Tove Lo y SG Lewis y «Corazón» con Bomba Estéreo. El álbum también contiene colaboraciones con la cantante Charlotte Day Wilson, el DJ y productor Dom Dolla y los productores WondaGurl y T-Minus.

## Antecedentes
Después de varios años de inactividad, Furtado confirmó nueva música en una entrevista en la revista Fault en mayo de 2023, diciendo que había "grabado cien canciones en los últimos 18 meses" y estaba "muy emocionada de traerle a la gente nueva música". 
Con el anuncio del álbum en julio de 2024, Furtado dijo que escribió "400-500 piezas de música en 4 años" y explicó que su TDAH no "siempre le permite [a ella] organizar creaciones de manera metódica, por lo que es difícil explicar cómo hemos elegido 14 canciones que mágicamente subieron a la cima del montón". Furtado comparó las canciones con "conchas marinas al azar que pueden ser similares pero no iguales en absoluto" y dijo que su intención era "proporcionar algunos portales para viajar, liberarse y escapar". Su sello llamó al álbum "cuatro años de descubrimiento artístico". 
Sobre el título del álbum, Furtado afirmó que era el único título que tenía sentido para ella, además de ser su séptimo álbum de estudio y haber pasado siete años desde su álbum anterior, porque "es más como una colección. Las colecciones de moda en realidad no tienen títulos, simplemente se llaman colección número 10 o 21. Esta es mi colección número siete". 

## Promoción

### Sencillos
Furtado lanzó el sencillo principal "Love Bites" en mayo de 2024, una colaboración con la cantante sueca Tove Lo y el DJ británico SG Lewis. Furtado declaró en 2023 que quería trabajar con DJ porque se sentía "llamada de nuevo a la música de la comunidad de DJ" y "se dio cuenta de lo mucho que a la gente le gusta bailar y escapar con [su] música". La canción alcanzó el puesto número 36 en la lista canadiense Billboard CHR/Top 40, el número 2 en la lista estadounidense Billboard Dance/Mix Show Airplay y el número 21 en la lista Dance/Electronic Songs. 
El segundo sencillo "Corazón" fue lanzado el 12 de julio de 2024, al día siguiente del anuncio del álbum. Furtado interpretó la canción por primera vez en el Machaca Fest en Monterrey (México), en junio de 2023; había mencionado una colaboración con la banda colombiana Bomba Estéreo en agosto de 2023 después de actuar con ellos en el Festival Osheaga a principios de ese mes. En Canadá, "Corazón" alcanzó el puesto número 17 en la lista CHR/Top 40. El DJ Arana Remix fue lanzado el 1 de enero de 2025. 
El día del lanzamiento del álbum, Furtado lanzó un video visualizador oficial de "Honesty", que fue enviado a la radio italiana como el tercer sencillo del álbum. 
El 25 de diciembre de 2024, Furtado lanzó "Showstopper" como el cuarto sencillo del álbum, remezclado y agregando una colaboración del rapero británico AJ Tracey.

### Presentaciones en vivo
En junio de 2024, Furtado realizó el set de cierre del festival Mighty Hoopla de ese año. Entre sus temas más conocidos, interpretó "Love Bites". El 16 de julio de 2024, actuó en el concierto Isle of MTV en Malta. En septiembre de 2024, Furtado interpretó "Save Your Breath" como parte de las City Sessions en Amazon Music Live.

### Videos promocionales
Además de los videos musicales de Furtado lanzados en apoyo de los sencillos oficiales del álbum, lanzó visualizadores oficiales para varias pistas; el 13 de noviembre de 2024, lanzó el visualizador de "Untitled", y un visualizador de "Floodgate", que siguió el 13 de diciembre de 2024. 

## Recepción de la crítica
Fabio Magnocavallo de Euphoria elogió a 7 por equilibrar elementos modernos y nostálgicos, mostrando su evolución mientras mantiene la esencia de su sonido de principios de los 2000. Destacó temas como el melancólico "Showstopper" y el bilingüe "Corazón" con Bomba Estéreo, que recuerda a su era Loose. La diversidad del álbum, desde el electropop "Love Bites" con SG Lewis y Tove Lo hasta la balada de piano "All Comes Back", revela el crecimiento personal de Furtado. A pesar de una lista de canciones algo dispersa, Magnocavallo elogió su arte multifacético y le dio al álbum 4 de 5 estrellas.
Josh Korngut, que escribe para Exclaim!, expresó su decepción por la falta general de riesgo y profundidad del álbum. Korngut reconoció los éxitos musicales pasados de Furtado, destacando su capacidad para ofrecer temas emocionalmente poderosos como "Try" y "Pipe Dreams", pero sintió que 7 se queda corto de su potencial. Sugirió que la presión para entregar un álbum comercialmente exitoso después de varias "épocas de fracaso" puede haber llevado a un proyecto más seguro y menos aventurero. Korngut señaló que si bien algunas pistas, como "Better Than Ever", muestran la fortaleza de Furtado en la composición confesional, muchas otras, como "Ready for Myself", se sienten anticuadas o sin inspiración. La canción "Save Your Breath" fue elogiada por su colaboración de cara al futuro con la estrella drag Tynomi Banks, aunque Korngut sintió que los sencillos principales del álbum, incluidos "Love Bites" y "Corazón", no lograron cautivar a los fanáticos. A pesar de estas críticas, Korngut reconoció el talento de Furtado y su capacidad para reinventarse, sugiriendo que si bien 7 puede no haber dado en el blanco, aún tiene el potencial de sorprender a los críticos en el futuro. 

## Lista de canciones
| 7 Lista de canciones |                                                                                         |                |          |  |
| N.º                  | Título                                                                                  | Productor (es) | Duración |  |
| 1.                   | «Showstopper»                                                                           | WondaGurl      | 2:29     |  |
| 2.                   | «Corazón» (featuring Bomba Estéreo)                                                     | T-Minus        | 2:37     |  |
| 3.                   | «Love Bites» (featuring Tove Lo and SG Lewis)                                           | SG Lewis       | 2:47     |  |
| 4.                   | «Better for Worse» (featuring Gray Hawken)                                              | Beanz          | 3:24     |  |
| 5.                   | «Honesty»                                                                               | SG Lewis       | 2:16     |  |
| 6.                   | «Floodgate»                                                                             | FnZ            | 2:06     |  |
| 7.                   | «Crown» (featuring Blxckie)                                                             | T-Minus        | 2:46     |  |
| 8.                   | «All Comes Back» (featuring Charlotte Day Wilson)                                       | Furtado        | 3:14     |  |
| 9.                   | «Save Your Breath» (featuring Williane 108, Charmie, Taborah Johnson, and Tynomi Banks) | T-Minus        | 2:59     |  |
| 10.                  | «Ready for Myself»                                                                      | Dom Dolla      | 3:03     |  |
| 11.                  | «Fantasy»                                                                               | T-Minus        | 2:08     |  |
| 12.                  | «Better Than Ever»                                                                      | Hawken         | 2:11     |  |
| 13.                  | «Take Me Down»                                                                          | T-Minus        | 2:27     |  |
| 14.                  | «Untitled»                                                                              | Cazier         | 2:55     |  |

## Créditos
- Nelly Furtado – voz
- Herag Sanbalian – guitarra, programación (pistas 1, 11); batería, sintetizador (1); programación de sintetizador (11)
- Stephen Kirk – voces adicionales (pistas 1, 12)
- Jim Beanz – voces adicionales (pistas 2, 10-12)
- Anthony Yordanov – voces adicionales (pistas 2, 11)
- Pacho Carnaval – voz adicional, flauta (pista 2)
- Jaime Alzate – voces adicionales, percusión (pista 2)
- José Castillo – voz adicional, guitarra (pista 2)
- Mamic Itoua – voces adicionales (pista 2)
- Sam Lewis – programación (pistas 3, 7); bajo, batería, teclados, violín (3)
- Gray Hawken – voces adicionales (pistas 4, 8), piano (12)
- Drew Veloric – batería, programación, programación de sintetizador (pista 4)
- Will Lamoureux - violín (pistas 7, 11, 12)
- Billa Joints – guitarra (pista 7)
- Charlotte Day Wilson – voz, piano (pista 8)
- Taborah Johnson – voces adicionales (pista 9)
- Tynomi Banks – voces adicionales (pista 9)
- Mignone Moïse, también conocido como Williane 108: voz (pista 9)
- Charmie Deller – voces adicionales (pistas 9, 11)
- Anjulie Persaud – voces adicionales (pista 10)
- Dom Dolla – voz (pista 10)
- Nevis Gahunia – voces adicionales (pistas 11, 13)
- Benny Bellson – voces adicionales (pista 11)
- Charlie Joy – voces adicionales (pista 11)
- Lido Pimienta - voces adicionales (pista 11)
- Jenna Andrews – voces adicionales (pista 12)

### Técnicos
- Nelly Furtado - productora ejecutiva, A&R adicional, producción (pistas 2, 8), producción vocal (pista 11)
- Chris Smith - productor ejecutivo
- WondaGurl - producción (pista 1)
- T-Minus - producción (pistas 2, 7, 9, 11, 13)
- Sam Lewis – producción (pistas 3, 5), ingeniería (pista 3)
- Jim Beanz – producción (pista 4), producción vocal (pistas 1-2, 10, 12-13), ingeniería (pistas 4, 13)
- Totally Enormous Extinct Dinosaurs - producción (pista 5)
- Michael "Finatik" Mulé - producción (pista 6)
- Isaac "Zac" De Boni - producción (pista 6)
- Aaron Bow - producción (pista 6)
- Thislandis - producción (pista 6)
- Teddy Walton - producción (pista 6)
- Billa Joints - producción (pista 7), coproducción (pista 9), producción adicional (pista 2)
- Charlotte Day Wilson – producción (pista 8)
- Dom Dolla – producción, mezcla (pista 10)
- Herag Sanbalian – producción (pista 11), coproducción (pista 1), ingeniería (pistas 1, 11)
- Gray Hawken – producción (pista 12), producción vocal (pista 6), producción adicional (pista 8)
- Oliver Cazier - producción (pista 14)
- Owen Pallett – producción adicional (pista 14), arreglo de cuerdas (pista 9)
- Chris Gehringer – masterización
- Manny Marroquin – mezcla (pistas 1–3, 5, 9, 12)
- Jaycen Joshua – mezcla (pistas 4, 6, 7, 13)
- Anthony Yordanov – A&R, producción vocal (pistas 7, 9, 11), mezcla (pista 8), co-mezcla (11), ingeniería (2–4, 6–13)
- Lido Pimienta – A&R adicional, coordinador de producción (pista 2), arreglos de cuerdas (pista 9)
- Juro "Mez" Davis - mezcla (pista 11)
- Mamic Itoua – ingeniería (pistas 2, 3, 8, 13), asistencia de masterización (1, 7, 9), asistencia de ingeniería (10, 12)
- Juan Peña – ingeniería (pista 2)
- Len Rodríguez – ingeniería (pista 2)
- Ashley Jacobson – Ingeniería (pista 14)
- Charlie Joy – asistencia de masterización (pistas 1, 7, 9)
- Josh Lich – asistencia técnica (pista 9)
- Nevis Gahunia - A&R
- Evan Peters - Artista y Repertorio
- Valentin Herfray - dirección de arte, fotografía
- Guillhaume Sbalchiero - diseño gráfico, tipografía

## Charts
| Chart (2024)                     | Peak position |
| -------------------------------- | ------------- |
| Austria (Ö3 Austria)             | 27            |
| Bélgica (Ultratop flamenca)      | 76            |
| Bélgica (Ultratop valona)        | 185           |
| Alemania (Offizielle Top 100)    | 35            |
| Suiza (Schweizer Hitparade)      | 27            |
| Reino Unido (UK Album Downloads) | 37            |
| UK Physical Albums Chart (OCC)   | 71            |
| UK Albums Sales Chart (OCC)      | 60            |